# Pauli Tapio
Pauli Tapio (Oulu, 1986) è un poeta e traduttore finlandese. 
La sua opera d'esordio, tradotta in inglese come Sparrows and Time, ha vinto il premio al miglior giovane poeta del Festival della poesia di Struga, segnalandolo come uno degli autori di rilievo della nuova generazione poetica in Finlandia.
| Controllo di autorità | VIAF (EN) 2155042636172400611 · LCCN (EN) n2019010648 |